# Василий Давидович Грозные Очи
Василий Давыдович Грозные Очи (Грозный) — князь ярославский с 1321 по 1345 год, сын Давыда Фёдоровича.

## Биография
Василий Давидович правил в Ярославском княжестве в то время, когда Московское княжество, в лице своих князей, стремилось быстро усилиться за счёт соседних удельных княжеств и к своему полному преобладанию в Северо-Восточной Руси.
С 1330 года женат на Евдокии — дочери великого князя Московского Ивана Даниловича Калиты, но не признавал над собой его власти и самовольно назвался Ярославским великим князем. В этот период Иван Калита в первую очередь старался сломить Великого князя Тверского, как более серьёзного соперника Москвы. В 1339 году Узбек-хан вызвал в Орду Александра Михайловича Тверского и Василия Давидовича. Иван Калита, опасаясь, чтобы совместные действия князей, к которым пристал и белозерский князь Романчук (Роман Михайлович), не привели в Орде к нежелательному для него обороту, выслал отряд в 500 человек, чтобы схватить Василия Давидовича, но князь с дружиной отбился от этого отряда и благополучно прибыл в Орду. Но в итоге противники Калиты если и не были наказаны ханом, то и не поколебали доверия последнего к московскому князю.

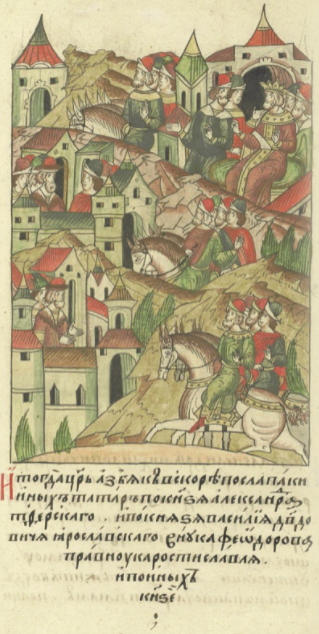
Хан Узбек посылает рать на Александра Тверского и Василия Грозные Очи

В 1340 году скончался Иван Калита и князья Тверской, Ярославский и Суздальский (Константин Васильевич) «сопро́шася [вступили в спор] о великом княжении» и отправились в Орду. Поехал и сын Ивана Даниловича, Симеон (Семён) Иванович, в итоге хан объявил великим князем Симеона. Василий Давидович вынужден был смириться и признать главенство московского князя. В том же году он, как и все другие удельные князья, принимал участие в походе московских войск на Торжок.
Василий Давидович скончался зимой 1345 года и погребён в Преображенском соборе ярославского Спасского монастыря. От брака с Евдокией Ивановной он имел трёх сыновей: Василия (стал князем Ярославским после смерти отца), Глеба и Романа (романовский князь). После смерти Василия Давидовича Ярославское княжество окончательно распалось на мелкие уделы и полностью подпало под власть Москвы.